# Stefan Tomović
Stefan Tomović (ser. cyr. Стефан Томовић, ur. 14 października 2001 w Kruševacu) – serbski piłkarz występujący na pozycji ofensywnego pomocnika, lewego lub prawego skrzydłowego w serbskim klubie Proleter Nowy Sad.